# Facsimile

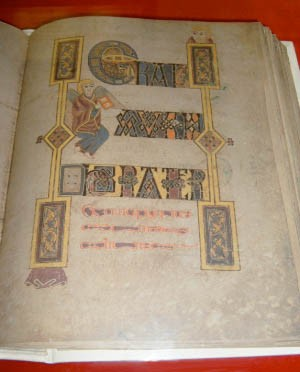
Een facsimile uit 1990 van het Book of Kells

Een facsimile [faksi:mi:le] is een replica van een handschrift of oude druk. De term komt van het Latijnse fac simile en betekent letterlijk "maak gelijkend".
Al tijdens de middeleeuwen probeerde men soms een facsimile van een oorkonde te maken. Zo'n natuurgetrouwe nabootsing van een oorkonde noemt men een copie figuré. Formeel gaat het dan om een vervalsing, omdat het document iets voorgeeft te zijn dat het niet is.
In moderne zin heeft een facsimile de bedoeling een kostbaar of kwetsbaar handschrift toegankelijk te maken voor onderzoek en het origineel te beschermen tegen de gevolgen van raadpleging of tentoonstelling. Hoewel perkament op zich de tand des tijds goed doorstaat, kan een handschrift toch op den duur te lijden krijgen onder inktvraat en vochtigheid. Ook kan de boekband te kwetsbaar zijn om raadpleging nog toe te staan. Vooral de afbeeldingen in handschriften zijn zeer gevoelig voor atmosferische omstandigheden. Miniaturen waren bovendien al vroeg een geliefd doelwit voor dieven. Sommige handschriften zijn dermate uniek dat ze nog maar uiterst zelden mogen worden aangeraakt. Vaak vormt een restauratie waarbij het handschrift uit de band wordt gehaald de aanleiding en de beste gelegenheid voor de vervaardiging van een facsimile. Bij recentere drukwerken is ook de kwetsbare aard van het papier na 1860 de aanleiding om hiertoe overgaan. Dit papier verkruimelt binnen afzienbare tijd. Vaak zijn drukken uit de late negentiende eeuw en de twintigste eeuw er slechter aan toe dan oudere drukken en handschriften.
Als het auteursrecht van het oorspronkelijke werk is verlopen, blijft dat zo: op de facsimile zit geen auteursrecht, ook niet als de uitgever van het facsimile zegt dat het auteursrechtelijk beschermd is. Voor het Nederlandse recht is hierover een uitspraak gedaan in het arrest Van Dale/Romme.

## Technische aspecten
Een facsimile wordt tegenwoordig gedrukt op duurzaam zuurvrij papier. Om het origineel zo goed mogelijk na te bootsen, worden de pagina's van een facsimile meestal niet omgeven met een witte rand. Met een witte rand zouden de pagina's van de vaak zeer dure facsimile zelf feitelijk beter tegen gebruik bestand zijn. Er bestaat wereldwijd een relatief klein aantal gespecialiseerde uitgeverijen van facsimile's voor oude handschriften. Een groter aantal uitgeverijen verzorgt facsimile's van oude drukken.
Er vallen talloze voorbeelden van facsimile's te geven, net als aanleidingen voor de vervaardiging ervan:
- een handschrift is de volstrekt unieke getuige van een tekst, bijvoorbeeld de Gotische Bijbel van Wulfila, de Codex Argenteus te Uppsala
- een handschrift is een autograaf, door een schrijver zelf geschreven
- een handschrift of gedrukt boek is qua opmaak, schrift en ouderdom uitermate bijzonder
- een handschrift bevat qua stijl unieke afbeeldingen of miniaturen, bijvoorbeeld het Utrechts Psalter (Universiteitsbibliotheek Utrecht, hs. 32) uit de negende eeuw

Ook van andere beroemde middeleeuwse verluchte handschriften bestaan facsimile-uitgaven, zoals Les Très Riches Heures du duc de Berry, het Book of Kells, het Manessische Liederhandschrift en de Cantigas de Santa Maria van koning Alfonso el Sabio. Er bestaan ook facsimile's van werken van auteurs uit het recente verleden.